# نوویکا ولیچکوویچ
نوویکا ولیچکوویچ (سیریلیک صربی: Новица Величковић؛ زادهٔ ۵ اکتبر ۱۹۸۶) بازیکن بسکتبال اهل صربستان است.

## حرفه
از باشگاه‌هایی که در آن بازی کرده‌است می‌توان به باشگاه بسکتبال رئال مادرید و باشگاه بسکتبال پارتیزان اشاره کرد.
وی در مسابقات کشوری و بین‌المللی در مجموع برندهٔ ۱ مدال طلا، ۱ مدال نقره، ۱ مدال برنز شده‌است.